# Puxiã Uanu
Puxiã Uanu (em chinês: 蒲鲜万奴 (simplificado) ou 蒲鮮萬奴 (tradicional); romaniz.: Púxiān Wànnú (pinyin) ou P'u-hsien Wan-nu (Wade-Giles)) foi o guerreiro jurchém que em 1215 fundou o Reino de Xia Oriental na Manchúria. A fundação do reino foi possível graças ao abandono, pelo Império Jim, de seu território mais setentrional. Puxiã enviou embaixada a Gêngis Cã (r. 1206–1227) e deixou reféns na corte mongol. Em 1218, os quitais de Ielu Liegue se rebelaram, levando à expedição conjunta de Puxiã, tropas de Gorieo, oriundo da península da Coreia, e dos mongóis. Em 1233, Oguedai Cã (r. 1229–1241), sucessor de Gêngis Cã, enviou seu filho Guiuque, seu sobrinho Alchidai e o general Tangude contra Puxiã, que foi derrotado em poucos meses e Xia foi incorporado ao Império Mongol.